# Metiolkine
Metiolkino
Metiolkine (en ukrainien : Метьолкіне) ou Metiolkino (en russe : Метёлкино) est un village et une commune urbaine située en Ukraine dans le Donbass. Il dépend du conseil de communes de Sievierodonetsk de l'oblast de Louhansk. Il jouxte  Sievierodonetsk au sud-est de cette ville.

## Géographie
Lougansk se trouve à 68 km à l'est de Metiolkiné.

## Historique
Le village est fondé à la fin du XVIIIe siècle par des paysans venus de la région de Belgorod à l'initiative de Potemkine, portant le nom de son fondateur, Metiolkiné. Il a obtenu son statut de commune urbaine en 1958.
Il comptait 716 habitants en 1989 et 741 habitants en 2013.
Le 20 juin 2022, le village n’est officiellement plus contrôlé par l’Ukraine.

## Monuments
Le village comprend deux monuments consacrés à la Grande Guerre patriotique, l'un érigé en 1956 pour les soldats de l'armée rouge, l'autre érigé en 1965 en mémoire des habitants du village tués sous le feu de l'ennemi allemand.